# أوساريمين إيباوا
اوساريمين ايباوا (بالإنجليزية: Osarimen Ebagua) (6 يونيو 1986 ببنين في نيجيريا - ) هو لاعب كرة قدم نيجيري في مركز الهجوم. لعب مع نادي باري ونادي بيسكارا ونادي تورينو ونادي سبيزيا ونادي فاريسي ونادي فيتشينزا ونادي كاتانيا ونادي كاسالي ونادي كومو ونادي نوفارا وFC Canavese ‏.

## روابط خارجية
- أوساريمين إيباوا على موقع قاعدة بيانات كرة القدم.إي يو (الإنجليزية)
- أوساريمين إيباوا على موقع Soccerway.com (الإنجليزية)
- أوساريمين إيباوا على موقع عالم كرة القدم.نت (الإنجليزية)